# TMNT (film)
TMNT (ook bekend als Teenage Mutant Ninja Turtles in sommige landen) is een Amerikaanse film uit 2007 gebaseerd op de Teenage Mutant Ninja Turtles-stripboeken. De film is daarmee de vierde film gebaseerd op deze strips. Maar in tegenstelling tot de vorige drie films is deze film digitaal geanimeerd en niet live-action. De film werd geregisseerd door Kevin Munroe. Stemacteurs waren onder andere Chris Evans, Mako Iwamatsu en Sarah Michelle Gellar.
De film speelt zich wel af in dezelfde continuïteit als de vorige drie films. The Shredder doet in deze film dan ook niet mee daar hij in de tweede film al stierf. De Turtles zijn in deze film uit elkaar gegaan, maar komen weer bij elkaar wanneer een oud kwaad opduikt.
De film kwam uit in Amerika op 22 maart 2007, en in Nederland op 18 april 2007. In Amerika kwam de film binnen op de eerste plaats, en bracht in zijn openingsweekend 25,45 miljoen dollar op en totaal wereldwijd 95,8 miljoen Amerikaanse dollar.

## Plot
De film begint met een verhaal over een oude groep krijgers, die nooit in een gevecht konden worden verslagen en die de wereld wilden veroveren. Hun leider ontdekte een ritueel dat plaatsvindt na een unieke samenloop van omstandigheden. Hij gebruikte dit ritueel om onsterfelijk te worden. Echter, als bijwerking veranderden de andere krijgers in steen en werden dertien monsters vrijgelaten.
In het heden wordt een dorp in Centraal-Amerika beschermd door een mysterieus “spook van de jungle”. April O'Neil, die gestuurd wordt om een oud voorwerp uit de jungle te halen voor de rijke Max Winters, ontdekt dat dit spook in werkelijkheid Leonardo is, die aan het trainen is voor meester Splinter. April vertelt hem dat in New York de andere drie Turtles uit elkaar zijn gegroeid. Donatello werkt nu als een informatie- en Communicatietechnologie consultant. Michelangelo heeft om geld te verdienen een baantje genomen als entertainer op kinderfeestjes onder de naam "Cowabunga Carl". Wat Raphael precies doet weet niemand, maar hij schijnt 's nachts de straten af te struinen als een gemaskerde vigilante genaamd de Nightwatcher. In New York probeert Splinter wanhopig zijn zonen bij elkaar te houden, wanneer hij ontdekt dat vreemde dingen gebeuren in New York die ook zijn zonen aangaan.
Max Winters is niemand minder dan de onsterfelijke krijger, die 3000 jaar geleden de wereld wilde veroveren door een leger monsters op te roepen door een poort die alleen geopend kan worden als negen sterren op een lijn staan. Hij schijnt nu wederom een poging te willen wagen. Allereerst maakt hij de andere krijgers, die nu bekendstaan als de Stone Generals, weer wakker. Ook roept hij de hulp in van Karai, een handlanger van Shredder die de oude glorie van haar meester wil herstellen. Ze heeft nu de leiding over de Foot Clan.
Terwijl de film vordert komen de Turtles weer bij elkaar en roepen ook de hulp in van hun oude bondgenoten, Casey Jones en April O'Neil. Samen proberen ze Winters tegen te houden. Leonardo keert terug naar New York en neemt zijn oude positie als leider weer op zich, hoewel dit een hoop spanningen veroorzaakt tussen hem en Raph. Een groot deel van de film focust op de spanningen tussen de twee, wat zelfs een duel tot gevolg heeft. Raph wint en dood Leo bijna. Geschrokken van wat hij heeft gedaan rent Raph weg. Leonardo wordt daarna aangevallen en gevangen door de Stone Generals, die zich tegen Winters hebben gekeerd omdat ze niet weer terug willen veranderen in stervelingen. Raphael komt te laat om hem te helpen.
Raphael keert terug naar huis voor advies van Splinter. Hij begrijpt nu ook waarom Splinter Leonardo verkoos als leider boven Raphael. Splinter besluit dat de tijd dat ze zich verborgen hielden voor bij is. De drie broers worden eropuit gestuurd om Leonardo te redden, en samen met Splinter, Casey en April verslaan ze de Foot. Ze bevrijden Leonardo en het team is weer compleet.
Hoewel Winters door de Turtles als kwaadaardig wordt gezien blijken zijn doelen uiteindelijk nobel. In de afgelopen 3000 jaar heeft hij zijn fouten ingezien. Hij wil de poort openen om de 13 monsters die nog altijd in deze wereld zijn terug te sturen naar waar ze vandaan kwamen, zijn medekrijgers weer hun sterfelijke menselijke vorm terug te geven en zelf zijn onsterfelijkheid op te heffen. Een van de Stone Soldiers beseft Winters ware intenties en zet de anderen aan tot muiterij. De Turtles kunnen de muiterij de kop indrukken en de monsters verslaan met onverwachte hulp van de Foot Clan. Karai laat echter weten dat hoewel de Foot hen deze keer hebben geholpen, ze de volgende keer weer vijanden zullen zijn. Ook beweert ze de volgende keer een “oude bekende” mee te brengen (wat kan suggereren dat de Shredder terug zal keren).
Winters bedankt iedereen voor hun hulp, waarna hij de lucht in zweeft en verdwijnt. Alleen zijn helm blijft over. Splinter neemt de helm mee en plaatst deze in de schuilplaats op een plank waar voorwerpen van de Turtles' vorige avonturen staan. Raphael plaatst zijn Nightwatchershelm ook op de plank, en Michelangelo zijn Cowabunga Carl masker. De film eindigt met een scène waar de Turtles weer van dak naar dak springen in New York. De groep is duidelijk weer bij elkaar.

## Rolverdeling
| Personage              | Engelse stemmen          | Nasynchronisatie Nederlands stemmen |
| ---------------------- | ------------------------ | ----------------------------------- |
| Leonardo               | James Arnold Taylor      | Ewout Eggink                        |
| Donatello              | Mitchell Whitfield       | Rolf Koster                         |
| Michelangelo           | Mikey Kelley             | Florus van Rooijen                  |
| Raphael / Nightwatcher | Nolan North              | Stan Limburg                        |
| Casey Jones            | Chris Evans              |                                     |
| April O'Neil           | Sarah Michelle Gellar    |                                     |
| Master Splinter        | Mako Iwamatsu            | Ruud Drupsteen                      |
| Diner                  | Kevin Smith              |                                     |
| Max Winters            | Patrick Stewart          |                                     |
| Verteller              | Laurence Fishburne       |                                     |
| Karai                  | Ziyi Zhang               |                                     |
| Kolonel Santino        | John DiMaggio            |                                     |
| Generaal Serpiente     | Paula Mattioli           |                                     |
| Generaal Aguila        | Kevin Michael Richardson |                                     |
| Generaal Gato          | Fred Tatasciore          |                                     |

## Achtergrond

### Productie
De vorige drie Turtle-films waren live-actionfilms gedistribueerd door New Line Cinema. Een digitaal geanimeerde TMNT-film werd voor het eerst aangekondigd in 2000, met John Woo als mogelijke regisseur. De film ging niet door toen John Woo zich met andere projecten bezig ging houden. TMNT breekt duidelijk los van de live-actionstijl uit de vorige films en is de eerste digitaal geanimeerde TMNT-film. Schrijver/regisseur Kevin Munroe, die al eerder had gewerkt met videospellen, strips en televisieanimaties, was al langer van plan om CGI te gebruiken in plaats van live-action. Producer Tom Gray verklaarde dat de beslissing om geen live-action meer te gebruiken ook kwam door het lage budget en het feit dat de vorige drie films steeds minder opbrachten naarmate het er meer werden.
Voordat Kevin Munroe werd ingehuurd als regisseur en schrijver, moest hij eerst toestemming krijgen van medebedenker van de Turtles, Peter Laird. Na een dag onderhandelen over de filmplot verliet Munroe de vergadering nog altijd met de onzekerheid of hij de film wel zou krijgen. Later opende hij de TMNT-strip die hij had meegenomen, zodat Laird hem kon ondertekenen. Tot zijn verbazing zag hij dat Laird er een tekening van Raphael in had gemaakt met daarbij de tekst "Dear Kevin ... make a good movie ... or else."
Munroe had de wildste plannen voor de film, waaronder dat de Turtles mogelijk naar de ruimte zouden reizen. Uiteindelijk liet hij toch New York weer het decor worden van de film, en focuste op het thema “familie” daar de Turtles in de film uit elkaar waren gegaan. Terwijl hij het scenario schreef wilde Munroe weer naar de duistere toon uit de strips toewerken en minder humoristische elementen verwerken in de film.
De productie van TMNT begon in juni 2005 met een budget van naar schatting tussen de 35 en 40 miljoen dollar. Volgens andere bronnen bedroeg het budget 34 miljoen dollar. Ontwikkeling en voorproductie vonden plaats bij Imagi's Los Angeles facility en daarna werd de allernieuwste CG animatie geproduceerd in Hongkong, gevolgd door voorproductie in Hollywood. Voor New York tekende Simon Murton de bekende Manhattan skyline, maar met een paar verschillen om een alternatieve realiteit te realiseren De tekenaars die werkten aan de gevechtsscènes waren geïnspireerd door de Hongkongse vechtfilms. Daar er nu CGI werd gebruikt kon men dingen doen die met een live-action film niet mogelijk zouden zijn."
De acteurs zijn in vergelijking met de oudere films nieuw. Jim Cummings is de enige acteur uit de vorige TMNT-films die heeft meegewerkt aan deze. Cummings deed al eerder stemwerk voor de Teenage Mutant Ninja Turtles animatieserie uit de jaren 80 en 90. TMNT was Mako Iwamatsu's laatste film voor zijn dood. Hij werd aangekondigd als de stem van Splinter op de San Diego Comic-Con op 20 juli, 2006. Hij overleed echter de dag erna. Wel werd bekend dat hij voor zijn dood een groot deel van zijn dialoog voor de film had opgenomen, waardoor dit toch als zijn laatste film wordt gezien. Een eerbetoon aan Mako is opgenomen in de aftiteling van de film.
In een interview met Kevin Munroe maakte hij bekend dat hij graag een sequel zou maken op deze film, met daarin vermoedelijk de terugkeer van Shredder. Hij heeft al getekend voor een sequel, maar of die er ook komt hangt af van het succes van deze film.

### Promotie
De eerste reclameaffiche bevatte het logo van de tweede animatieserie. Deze ging niet door. Als toevoeging aan de hoofdposter werden er ook losse affiches gemaakt voor elke individuele Turtle.
Op de Comic-Con in 2006 was een exclusieve voorvertoning te zien met beelden van de monsters, jungles en Foot-ninja's en een voice-over van Splinter.
De filmtrailer kwam uit in juli 2006. De volledige trailer werd getoond op 15 december voor aanvang van de films Eragon en Unaccompanied Minors.
Op 26 februari werden twee televisiespotjes uitgezonden, later gevolgd door nog twee spotjes gericht op kinderen. In februari 2007 begon Warner Bros een online campagne door een MySpace-pagina te maken voor elke Turtle. Een week voordat de film uitkwam, werden op deze pagina's al clips getoond.
McDonald's promootte de film door TMNT-speeltjes te gebruiken in het Happy Meal. Verder is er een boekversie van de film.

### Videospel
Een videospelversie van de film kwam uit drie dagen voordat de film in première ging. Ubisoft heeft de rechten in handen en bracht het spel uit op 20 maart 2007. Ubisoft won de rechten van Konami, die alle voorgaande TMNT-spellen had uitgebracht. Het spel is beschikbaar voor de PlayStation 2, PSP, PC, Game Boy Advance, Nintendo DS, GameCube, Wii en Xbox 360. Het spel bevat veel team-ups tussen meerdere Turtles, maar bevat ook losse opdrachten voor 1 specifieke Turtle.

### Muziek
1. Gym Class Heroes – "Shell Shock"
2. Jet – "Rip It Up"
3. Cute Is What We Aim For – "There's A Class For This"
4. Cobra Starship – "Awww Dip"
5. Meg and Dia – "Roses"
6. Pepper – "Bring Me Along"
7. Amber Pacific – "Fall Back Into My Life"
8. Billy Talent – "Red Flag"
9. This Providence – "Walking on Water
10. Ever We Fall – "Youth Like Tigers"
11. P.O.D. – "Lights Out (Chris Vrenna Remix)"
12. Big City Rock – "Black Betty"
13. Klaus Badelt – "I Love Being A Turtle (Score)"
14. Klaus Badelt – "Nightwatcher (Score)"

Het muziekalbum is momenteel beschikbaar op Atlantic Records.

### Ontvangst
SuperHeroHype.com postte een recensie voor TMNT met een gemiddelde score van 7/10. Argumenten waren dat de film een goede balans had van duistere aspecten en kindvriendelijkheid. IGN.com gaf de film ook een 7/10, en noemde het de beste Teenage Mutant Ninja Turtles film tot nu toe. De film kreeg een 8/10 op JoBlo.com, CHUD, en Moviesonline. Ondanks kleine problemen met het ontwerp van de menselijke personages, werd de film geprezen voor zijn unieke animatiestijl, stemacteurs en verhaal. De film werd gezien als een goede wedergeboorte van de TMNT-franchise.
Andere critici waren minder te spreken over de film. Een punt van kritiek was het gebrek aan originaliteit in de film. Richard Roeper meldde dat de film alleen echt leuk is voor iemand die de Turtles reeds kent, de strips heeft gelezen en de animatieseries heeft gezien. Op de IMDb heeft de film een gemiddelde score van 6.9.
TMNT was in het openingsweekend het grootste kassucces en versloeg daarmee zelfs 300, The Last Mimzy, Shooter, Pride, The Hills Have Eyes 2 en Reign Over Me. In het weekend van 24-26 maart bracht de film al 25,45 miljoen dollar op. Sinds 20 april 2007 heeft de film wereldwijd 71 miljoen dollar opgebracht.

### Vergelijking met vorige films
De film bevat veel referenties naar de drie live-actionfilms. Allereerst in de dialogen. Terwijl ze vechten met de Stone Generals zegt Casey Jones "And I thought girl scouts were pushy!" Deze zelfde zin werd gezegd door Michelangelo in de eerste film, alleen had hij het over "insurance salesmen." In het gevecht met de Foot Clan zegt hij ook "Two minutes for high sticking!", wat eveneens een van zijn dialogen was bij zijn introductie in de eerste film. De laatste zin van de film, "Man, I love being a turtle!", kwam in alle voorgaande films voor.
Tegen het einde van de film kan men op de plank in de schuilplaats van de TMNT-voorwerpen uit de drie vorige films zien. Deze voorwerpen zijn onder andere Shredders helm en staf, de cilinder met het slijm dat de Turtles en Splinter muteerde (maar nu met als opdruk TCRI in plaats van TGRI), een Foot Ninja masker, de tijdscepter, Walkers hoed en stukken van de harnassen die de Turtles in de derde film droegen.
Het enige wat anders is met de vorige films is Splinters verschijning. In de vorige films droeg hij oude lompen, nu een karate gi. Ook miste hij in de vorige films een stukje van zijn rechteroor, en in deze film niet. Kevin Munroe maakte als reactie hierop de opmerking dat Splinter wellicht een otoplastiek heeft ondergaan.